# Orenaia sierralis
Orenaia sierralis is een vlinder uit de familie van de grasmotten (Crambidae). De wetenschappelijke naam van de soort is voor het eerst gepubliceerd in 1974 door Eugene Gordon Munroe.
De soort komt voor in de Verenigde Staten (Californië).